# Л’Иль-д’Эспаньяк
Л’Иль-д’Эспанья́к (фр. L'Isle-d'Espagnac) — коммуна во Франции, находится в регионе Пуату — Шаранта. Департамент — Шаранта. Входит в состав кантона Рюэль-сюр-Тувр. Округ коммуны — Ангулем.
Код INSEE коммуны — 16166.
Коммуна расположена приблизительно в 390 км к юго-западу от Парижа, в 105 км южнее Пуатье, в 4 км к северо-востоку от Ангулема.

## Население
Население коммуны на 2008 год составляло 5340 человек.
| 1962 | 1968 | 1975 | 1982 | 1990 | 1999 | 2008 |
| ---- | ---- | ---- | ---- | ---- | ---- | ---- |
| 3655 | 3814 | 4960 | 5008 | 4795 | 4920 | 5340 |

## Климат
Климат океанический. Ближайшая метеостанция находится в городе Коньяк.
| Показатель                        | Янв. | Фев. | Март | Апр. | Май  | Июнь | Июль | Авг. | Сен. | Окт. | Нояб. | Дек. | Год   |
| --------------------------------- | ---- | ---- | ---- | ---- | ---- | ---- | ---- | ---- | ---- | ---- | ----- | ---- | ----- |
| Средний суточный максимум, °C     | 8,7  | 10,5 | 13,1 | 15,9 | 19,5 | 23,1 | 26,1 | 25,4 | 23,1 | 18,5 | 12,4  | 9,2  | 17,7  |
| Средняя температура, °C           | 5,4  | 6,7  | 8,5  | 11,1 | 14,4 | 17,8 | 20,2 | 19,7 | 17,6 | 13,7 | 8,6   | 5,9  | 12,5  |
| Средний суточный минимум, °C      | 2,0  | 2,8  | 3,8  | 6,2  | 9,4  | 12,4 | 14,4 | 14,0 | 12,1 | 8,9  | 4,7   | 2,6  | 7,8   |
| Норма осадков, мм                 | 80,4 | 67,3 | 65,9 | 68,3 | 71,6 | 46,6 | 45,1 | 50,2 | 59,2 | 68,6 | 79,8  | 80,0 | 783,6 |
| Источник: Relevé météo des Cognac |      |      |      |      |      |      |      |      |      |      |       |      |       |

## Администрация
| Период | Период | Фамилия      | Партия                      | Примечания |
| ------ | ------ | ------------ | --------------------------- | ---------- |
| 1959   | 2001   | Жан Ферран   | CIR Социалистическая партия |            |
| 2001   |        | Жан-Клод Бес | Социалистическая партия     |            |

## Экономика
На севере Л’Иль-д’Эспаньяка расположена Промышленная зона № 3, что делает коммуну одним из наиболее промышленно развитых районов департамента.
В 2007 году среди 3241 человека в трудоспособном возрасте (15—64 лет) 2312 были экономически активными, 929 — неактивными (показатель активности — 71,3 %, в 1999 году было 69,1 %). Из 2312 активных работали 2104 человека (1083 мужчины и 1021 женщина), безработных было 208 (96 мужчин и 112 женщин). Среди 929 неактивных 303 человека были учениками или студентами, 365 — пенсионерами, 261 были неактивными по другим причинам.

## Города-побратимы
- Беванья (Италия, с 2008)

## Фотогалерея

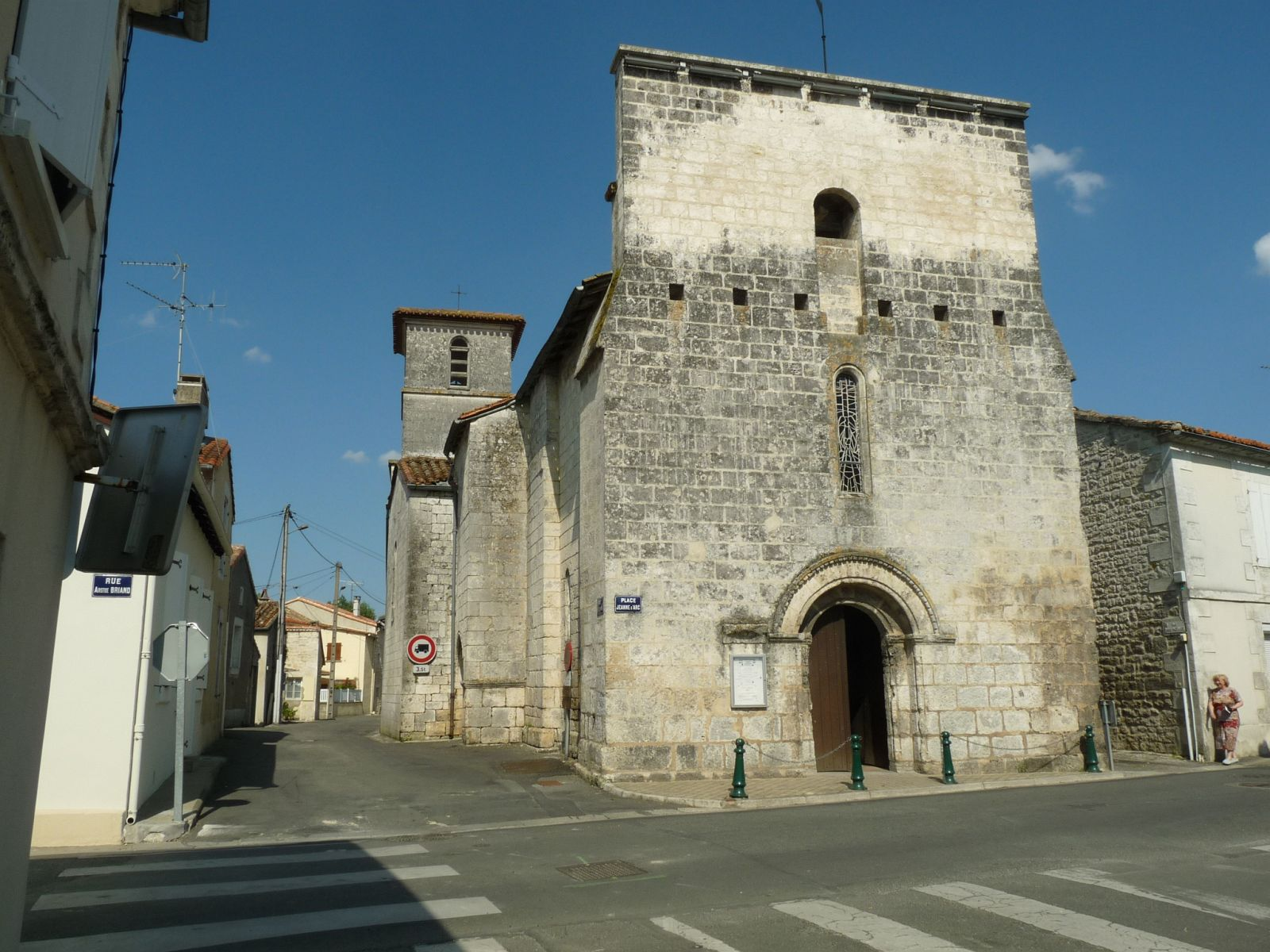
Церковь Сен-Мишель
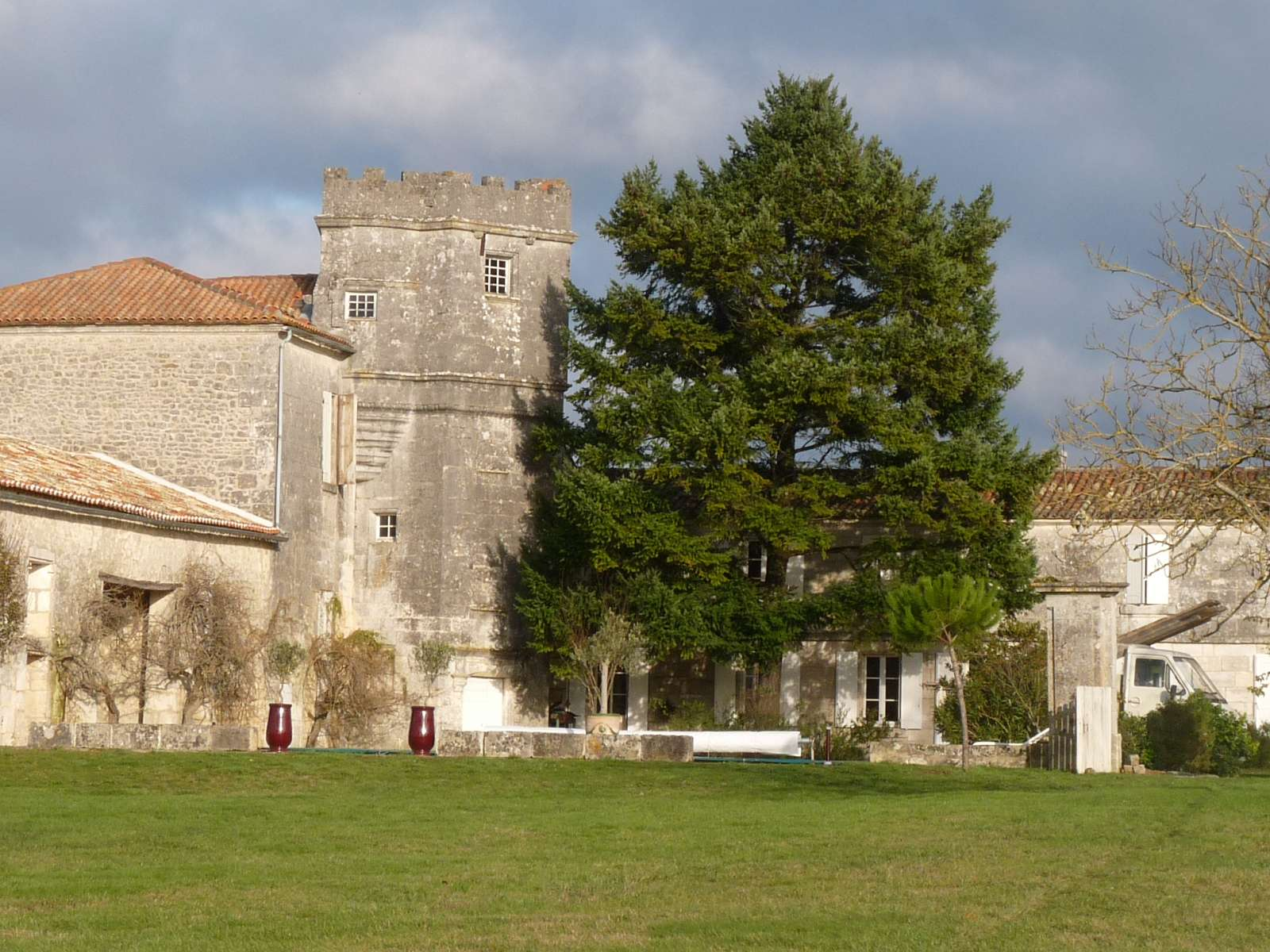
Поместье Буа-Меню
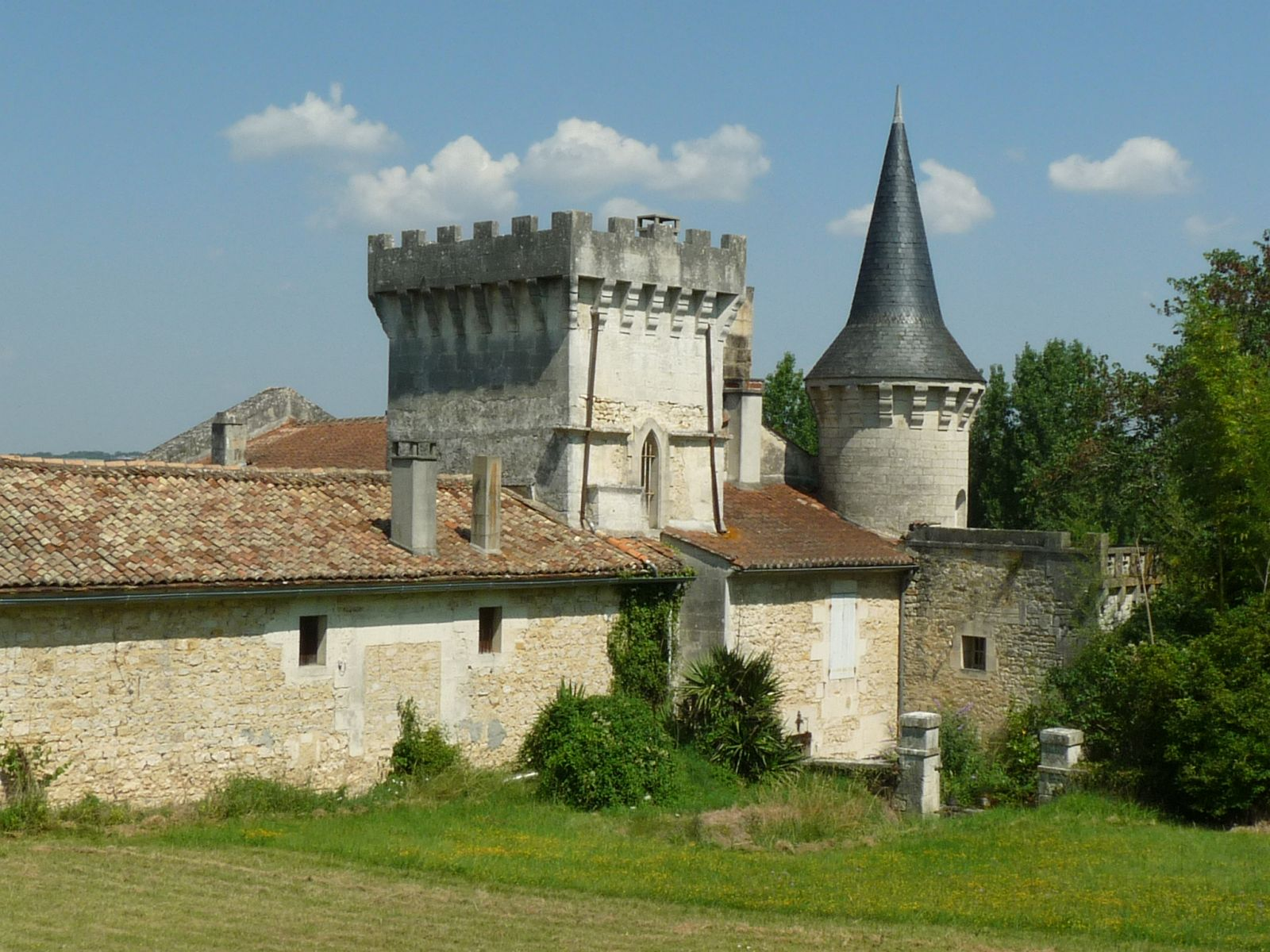
Поместье Приндре
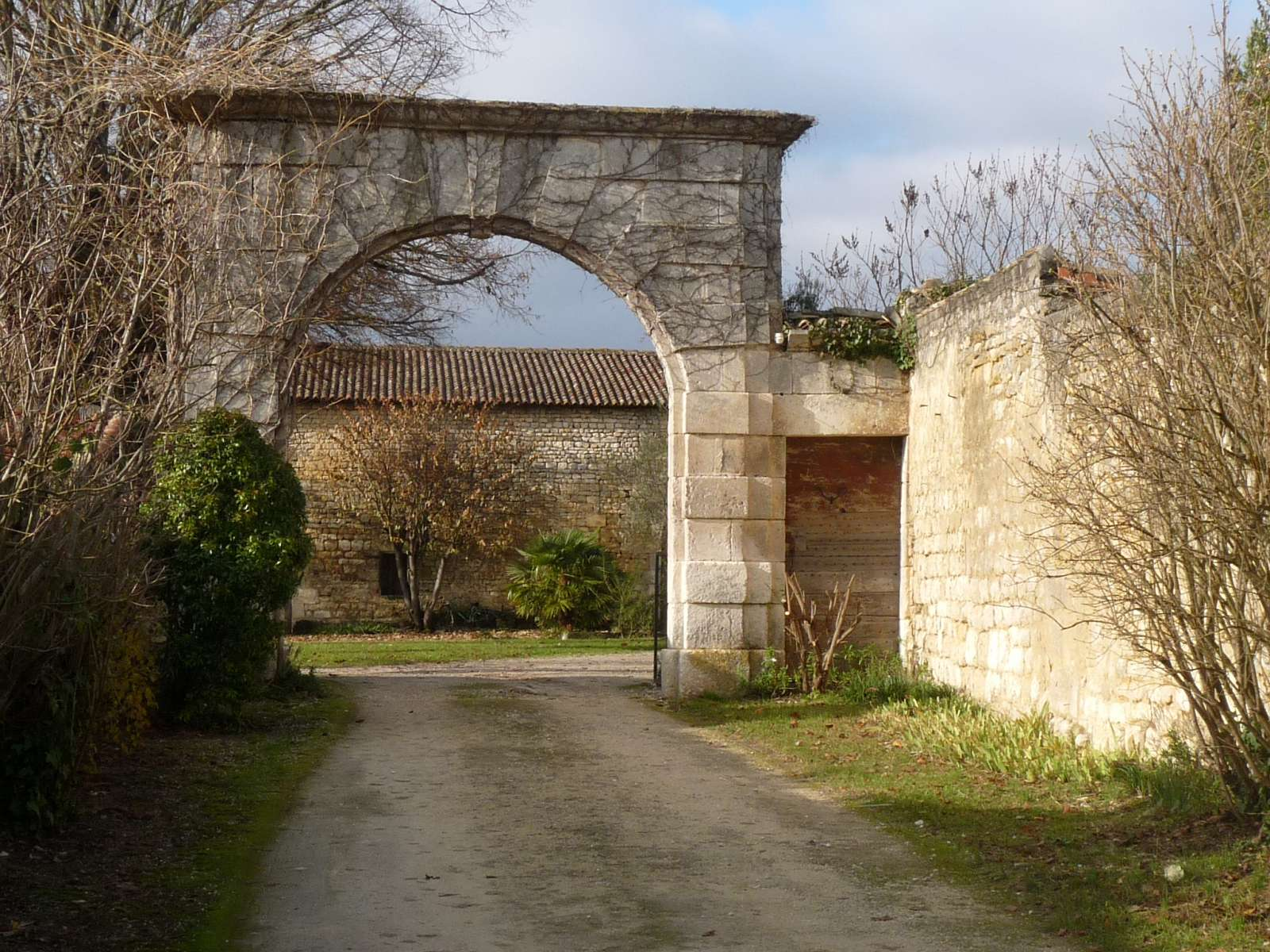
Поместье Шомонте
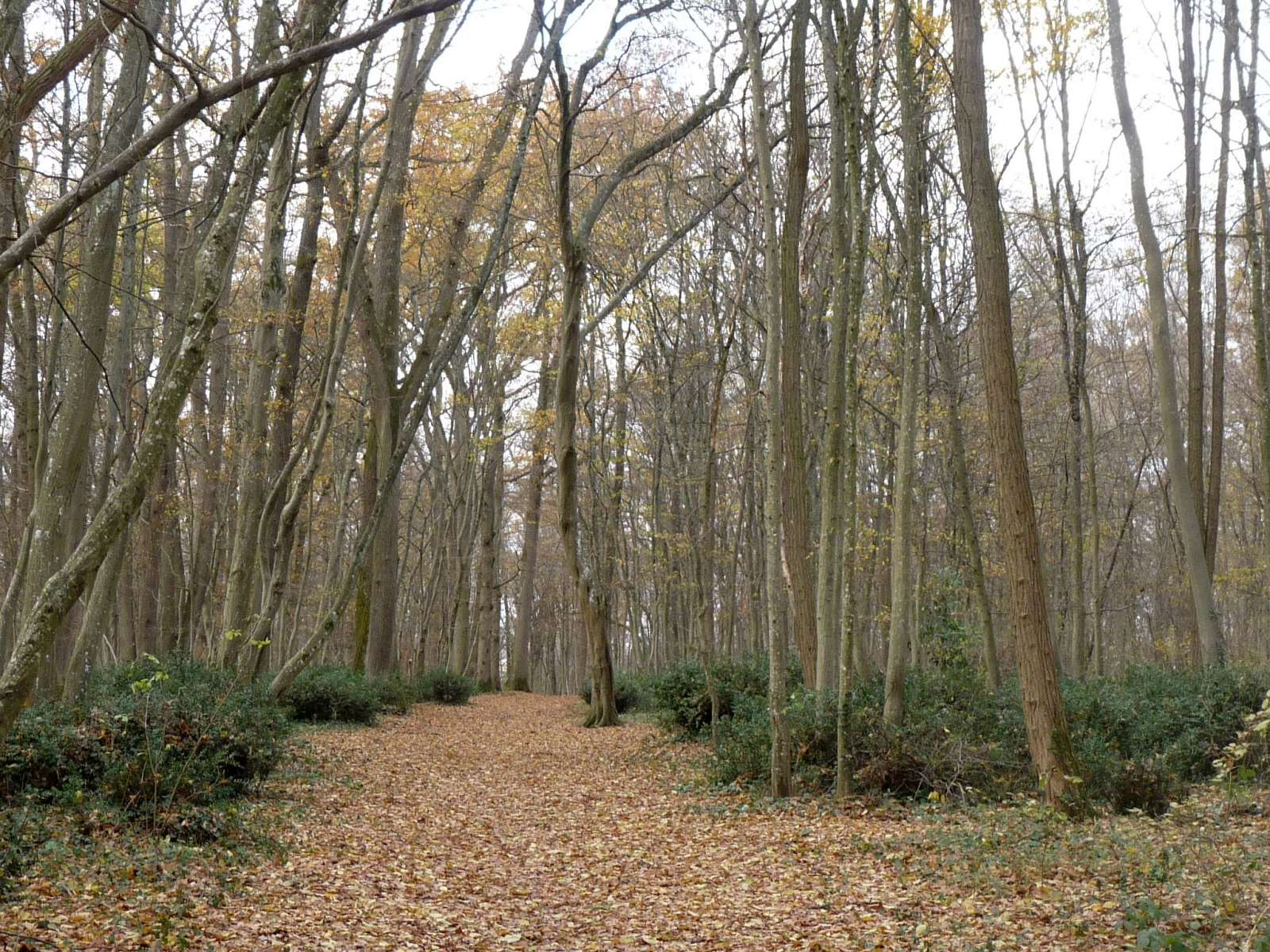
Лес Мериго